# Ipstones
Ipstones – wieś w Anglii, w hrabstwie Staffordshire, w dystrykcie Staffordshire Moorlands. Leży 29 km na północ od miasta Stafford i 213 km na północny zachód od Londynu.